# المطاريد (فلم)
المطاريد هو فيلم كوميدي مصري عرض عام 2023، بطولة أحمد حاتم، وتارا عماد، وإياد نصار، ومن تأليف صلاح الجهيني وإخراج ياسر سامي.

## قصة الفيلم
تدور أحداث الفيلم في إطار كوميدي، حول عودة صلاح "أحمد حاتم" من الولايات المتحدة بعد وفاة والده لاستلام ميراثه، ويسعى لبيع الأملاك التي تتضمن نادي كرة قدم، فيمر بالعديد من المواقف غير المتوقعة خلال أحداث الفيلم.

## طاقم التمثيل
- أحمد حاتم
- تارا عماد
- إياد نصار
- محمود الليثي
- محمد محمود
- محمود حافظ
- محمود البزاوي
- طه دسوقي
- مصطفى غريب
- حسن مالك
- محمد السويسي
- كامل التركي

## فريق العمل
- إخراج: ياسر سامي
- تأليف: صلاح الجهيني، عزت أمين
- مدير التصوير: أحمد عبد القادر
- مونتاج: أحمد حمدي
- موسيقى تصويرية: مصطفى الحلواني
- إنتاج: جي كرييشنز، سينرجي للإنتاج الفني، ماجيك بينز، أفلام مصر العالمية، نيوسينشري للإنتاج الفني، فيلم سكوير، أوسكار للتوزيع ودرو العرض
- توزيع داخلي: دولار فيلم
- توزيع خارجي: أفلام أورينت

## وصلات خارجية
- مقالات تستعمل روابط فنية بلا صلة مع ويكي بيانات